# Bernhard Giesen

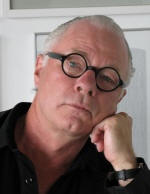
Bernhard Giesen (2007)

Bernhard Giesen (* 20. Mai 1948; † 26. Dezember 2020) war ein deutscher Soziologe und Wissenschaftstheoretiker.

## Leben
Bernhard Giesen studierte Soziologie an der Universität Heidelberg (M.A. 1972), promovierte 1974 an der Universität Augsburg mit einer Dissertation über „Theorien struktureller Inkonsistenz“ und habilitierte sich 1980 an der Westfälischen Wilhelms-Universität in Münster mit einer Arbeit über „gesellschaftliche Identität und Evolution“.
Von 1979 bis 1983 war er Sprecher der Sektion „Soziologische Theorien“ in der Deutschen Gesellschaft für Soziologie. In seiner Tätigkeit als Professor für Makrosoziologie an der Justus-Liebig-Universität Gießen von 1982 bis 1999 war er dort unter anderem Sprecher des interdisziplinären Landesforschungsschwerpunktes „Nationale und kulturelle Identität als Problem der europäischen Neuzeit“ (1988–1991); später Forschungsleiter im DFG-Sonderforschungsbereich „Erinnerungskulturen“ (1997–1999).
Von 1999 bis zu seiner Emeritierung 2013 war Bernhard Giesen Professor für Makrosoziologie an der Universität Konstanz; dort war er Forschungsleiter im DFG-Sonderforschungsbereich „Norm und Symbol“ und Vorstandsmitglied des Exzellenzclusters 16 „Kulturelle Grundlagen von Integration“.
Zu seinen wichtigsten Gastprofessuren zählen unter anderem: Stanford University 1989, UCLA 1990–1991, University of Chicago 1991, Universität Bielefeld 1991–1992, European University Institute Florenz 1994–1995, Stanford University (Fellow am Center for Advanced Studies in the Behavioral Sciences) 1998–1999. Ab 2001 war er regelmäßig Gastprofessor an der Yale University.
Giesen starb Ende Dezember 2020 im Alter von 72 Jahren nach längerem Leiden.

## Wirken
In den siebziger Jahren konzentrierte sich die Arbeit von Bernhard Giesen zunächst vor allem auf Fragen der Wissenschaftstheorie und der Methodologie, die sich auch in einem einschlägigen zusammen mit Michael Schmid verfassten Lehrbuch niederschlugen. Er arbeitete zu den Möglichkeiten und Grenzen des Theorienvergleichs in der Soziologie, den Herausforderungen des Reduktionismus und den Möglichkeiten der Reduktion sozialer Makrophänomene auf diese Phänomene generierende Mikroprozesse sowie zum Verhältnis von Soziologie und Geschichtswissenschaft. 1980 veröffentlichte er eine „evolutionstheoretische Einführung in die Makrosoziologie“.
Bernhard Giesen begann seine Karriere als „Popperianer“ und vollzog seit Ende der siebziger Jahre die Entwicklungen dieser Lehrtradition nach. Wie Thomas S. Kuhn, Imre Lakatos, Paul Feyerabend und Stephen Toulmin stellte er fest, dass sich wissenschaftliche Theorien wie auch Kulturmuster und Entscheidungsheuristiken nur schwer isolieren lassen, und stand damit vor der Frage, was den evolutionären Erfolg oder Misserfolg eines bestimmten Theorieprogramms oder eines kulturellen Codes entscheidet.
Von diesen wissenschaftstheoretischen Reflexionen auf außerwissenschaftliche Grundlagen der Wissenschaften her untersuchte Giesen die zeitgenössisch in Deutschland auf breite Resonanz stoßenden französischen Philosophien der Postmoderne mit einer „evolutionstheoretischen Perspektive auf die Postmoderne“, in einer Gehlen-Schelsky-Tradition mit Blick auf die Priesterherrschaft der Intellektuellen. 
Ende der achtziger Jahre und parallel zur deutschen Wiedervereinigung wandte sich Giesen dem Nationalismus zu. In historisch weit ausholenden Arbeiten ging er den semantischen Verschiebungen und Verkehrungen des nationalen Selbstverständnisses im deutschen Sprachraum nach. Er machte „intellektuelle“ Trägerschichten aus, für deren Diskurs die Immunisierungstendenzen, die in der von Popper inspirierten Wissenschaftstheorie immer wieder kritisiert wurden, geradezu konstitutiv seien, und kam zu der Einsicht, dass die erfolgreiche Behauptung kollektiver Identität sich nicht auf eine falsifizierbare Proposition reduzieren lasse, sondern gerade auch im Feld rhetorischer Strategien stattfinde.
Dass sich solche Diskurs-/Identitäts-Strategien auf Seiten aller Diskursbeteiligten finden, auf Sieger- wie auf Verlierer-Seite, zeigte er in Studien zu Triumph und Trauma. Anhand des Tätertraumas der Deutschen analysierte er die identitätsstiftende, sprachlich nicht einholbare Funktion kollektiver kultureller Traumata. 
In Zwischenlagen (2010) suchte er gerade auch anhand der Außerordentlichen – Helden, Täter, Opfer, Dämonen und Monster – eine „kulturalistische Soziologie“ zu entwerfen, der es nicht um ökonomische und Macht-Analysen geht, sondern um die kollektive Deutung der Welt anstelle deren individueller Nutzung. Universelle Rationalität werde derart abgelöst von wechselnden Vorstellungen von Identität.

## Ausgewählte Schriften
- Probleme einer Theorie struktureller Inkonsistenz. Maro Verlag, Gersthofen, 1975, ISBN 3-87512-104-X.
- mit Michael Schmid: Basale Soziologie: Wissenschaftstheorie. Goldmann, München, 1976, ISBN 3-442-13303-3.
- mit Jeffrey C. Alexander, Richard Münch, Neil J. Smelser (Hrsg.): The Micro-Macro Link. University of California Press, Berkeley, 1987, ISBN 0-520-05786-4.
- Makrosoziologie: Eine evolutionstheoretische Einführung. Hoffmann und Campe, Hamburg, 1990, ISBN 3-455-09232-2.
- Die Entdinglichung des Sozialen: Eine evolutionstheoretische Perspektive auf die Postmoderne. Suhrkamp, Frankfurt/M., 1990, ISBN 3-518-28508-4.
- Die Intellektuellen und die Nation: Eine deutsche Achsenzeit. Suhrkamp, Frankfurt/M., 1993, ISBN 3-518-28670-6.
- Nationale und kulturelle Identität. Suhrkamp, Frankfurt/M., 1996, ISBN 3-518-28540-8.
- Kollektive Identität: Die Intellektuellen und die Nation 2. Suhrkamp, Frankfurt/M., 1999, ISBN 3-518-29010-X.
- mit Klaus Eder (Hrsg.): European Citizenship: Between National Legacies and Postnational Projects. Oxford University Press, Oxford, 2001, ISBN 0-19-924120-1.
- Triumph and Trauma. Paradigm Publishers, Boulder (Colorado), 2004, ISBN 978-1-594-51039-7.
- mit Jeffrey C. Alexander, R. Eyermann, Neil J. Smelser, Piotr Sztompka (Hrsg.): Cultural Trauma and Collective Identity. University of California Press, Berkeley, 2004, ISBN 0-520-23595-9.
- mit Jeffrey C. Alexander, Jason L. Mast (Hrsg.): Social Performance: Symbolic Action, Cultural Pragmatics and Ritua. Cambridge University Press, Cambridge, 2006, ISBN 0-521-85795-3.
- Zwischenlagen: Das Außerordentliche als Grund der sozialen Wirklichkeit. Velbrück Wissenschaft, Bonn, 2010, ISBN 3-7329-0014-2.
- mit Werner Binder, Marco Gerster, Kim Claude Meyer: Ungefähres: Gewalt, Mythos, Moral. Velbrück Wissenschaft, Weilerswist, 2014, ISBN 978-3-942393-64-5.